# Папаконстантину, Михалис
Михалис Папаконстантину (1919, Козани, Греция — 17 января 2010, Афины, Греция) — греческий политический деятель, министр иностранных дел Греции (1992—1993).

## Биография
Получил юридическое образование в университете в Салониках, изучал международное право в Манчестерском, Гейдельбергском университетах, в Кембридже.
- 1961 — избран в парламент от партии Союз Центра.
- 1964 — министр обороны.
- 1976—1977 — секретарь партии Союз Демократического Центра (EDIK).
- 1978 — член партии Новая демократия, от которой, начиная с 1981 года, неоднократно избирался депутатом парламента.
- 1989 — министр промышленности.
- 1990—1991 — министр сельского хозяйства.
- 1991—1992 — министр юстиции.
- 1992—1993 — министр иностранных дел Греции.

В 1993 году вступил в конфликт с руководством партии по македонскому вопросу, и по решению дисциплинарной комиссии был исключен из Новой демократии, оставаясь независимым депутатом парламента.
Является дядей министра финансов Греции Георгиоса Папаконстантину.
Автор научных и исторических книг.